# Ерік Ларре
Ерік Стуре Ларре (норв. Erik Sture Larre; 31 березня 1914, Християнія, Естланн, Норвегія — 11 листопада 2014, Осло, там само) — норвезький юрист, учасник руху опору, бізнесмен, спортивний чиновник і енвайронменталіст.

## Життєпис

### Молоді роки та освіта
Народився 31 березня 1914 року в Християнії, виріс у Гамлеб'єні. 1933 року пройшов «examen artium» вивчаючи право та соціологію, від 1936 до 1940 року обіймав посаду наукового співробітника у Норвезькому інституті соціальних досліджень під керівництвом Евальда Боссе, а 1941 року закінчив Університет Осло зі ступенем кандидата закону.

### Під час Другої світової війни
Під час окупації Норвегії нацистською Німеччиною вступив до організації опору «Milorg», і протягом деякого часу очолював підрозділ «13100». У лютому 1943 року його заарештувала нацистська влада, до червня утримувався у в'язниці «Мьоллердата 19» (М19), а потім, до грудня, в концтаборі Ґрині. До березня 1944 року його знову утримували в М19, а потім до кінця війни — в Грині. Після перемоги його нагороджено Військовою медаллю із зіркою.

### Кар'єра
Від 1945 до 1989 року займався юридичною практикою в Осло. 1945 року купив деяку кількість акцій і став одним з основних гравців на біржі. Тоді ж очолював наглядову раду Gjensidige NOR, був членом наглядової ради Sparebanken Nord-Norge, Sparebanken Vest, SpareBank 1 SMN і DNB ASA, одночасно входячи до виборних комітетів кількох банків.
Протягом 20 років з перервами Ларре очолював хокейний клуб «SK Forward», обіймав посаду віце-президента та президента Норвезької хокейної асоціації , був заступником голови юридичного комітету Норвезької конфедерації спорту. Відзначений почесним членством у всіх цих організаціях та почесним головуванням у хокейній асоціації. Головував у Рекреаційній асоціації районів Осло, національній асоціації «Friluftsrådenes Landsforbund» і був почесним членом Рекреаційної асоціації районів Осло та Товариства охорони природи Осло та Акерсхуса. Його названо «батьком кордону Марки» за посвяту більшої частини свого життя кампанії за охорону природи району на північ від Осло та правової ратифікації поточного кордону.
1986 року Еріка Ларре нагороджено медаллю Святого Галльварда, а 2010 року — Королівською медаллю за заслуги в сріблі.
В останні роки він проживав у Мадсеруді. 2014 року, у зв'язку зі 100-річчям, викликав інтерес норвезьких ЗМІ. В інтерв'ю заявляв, що спить лише три з половиною години на добу. Також розкритикував обов'язковий вихід на пенсію з державних робочих місць у Норвегії у віці 70 років.
Помер 11 листопада 2014 року у віці 100 років.